# Chlumek (Luže)

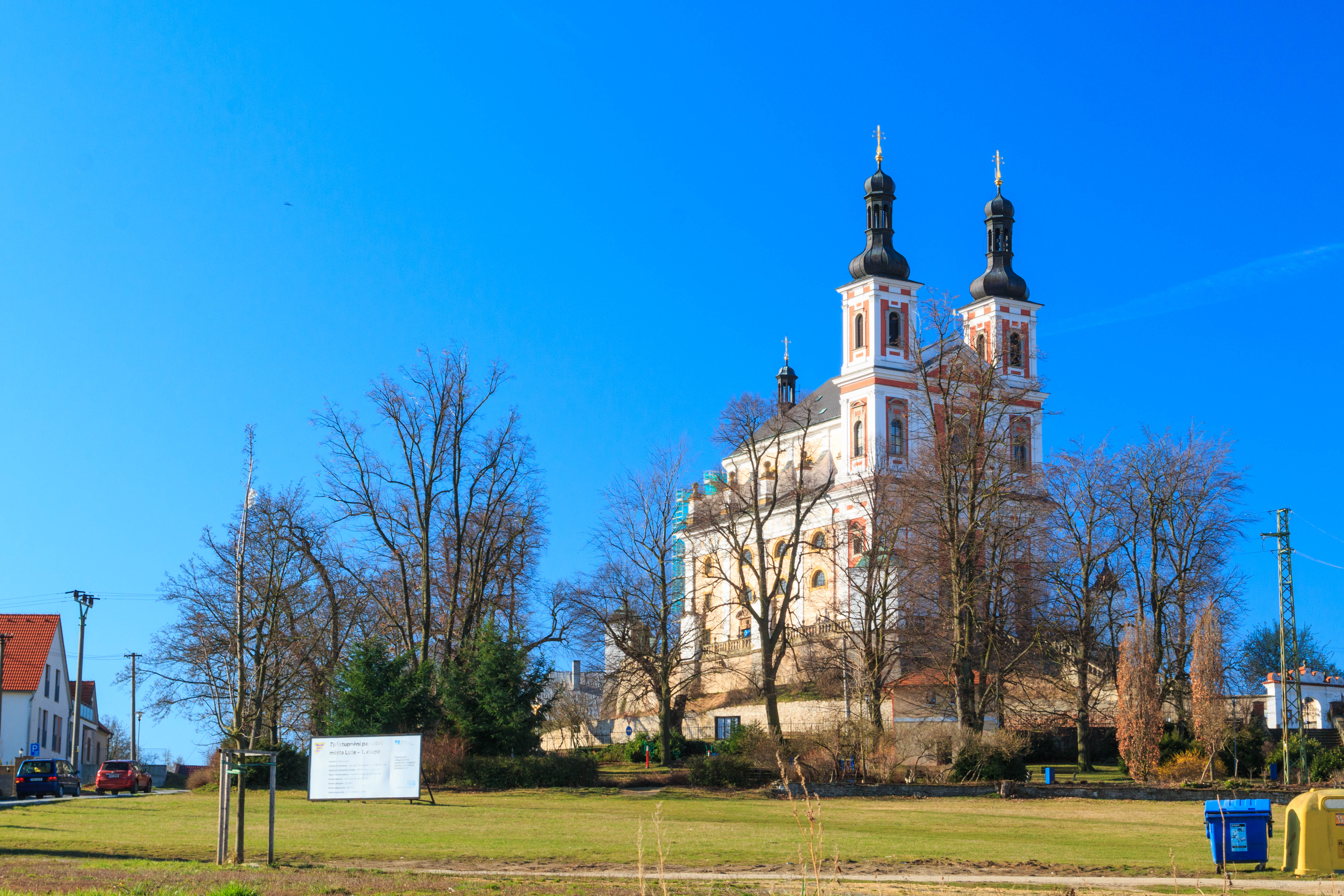
Wallfahrtskirche Mariahilf auf dem Chlumek

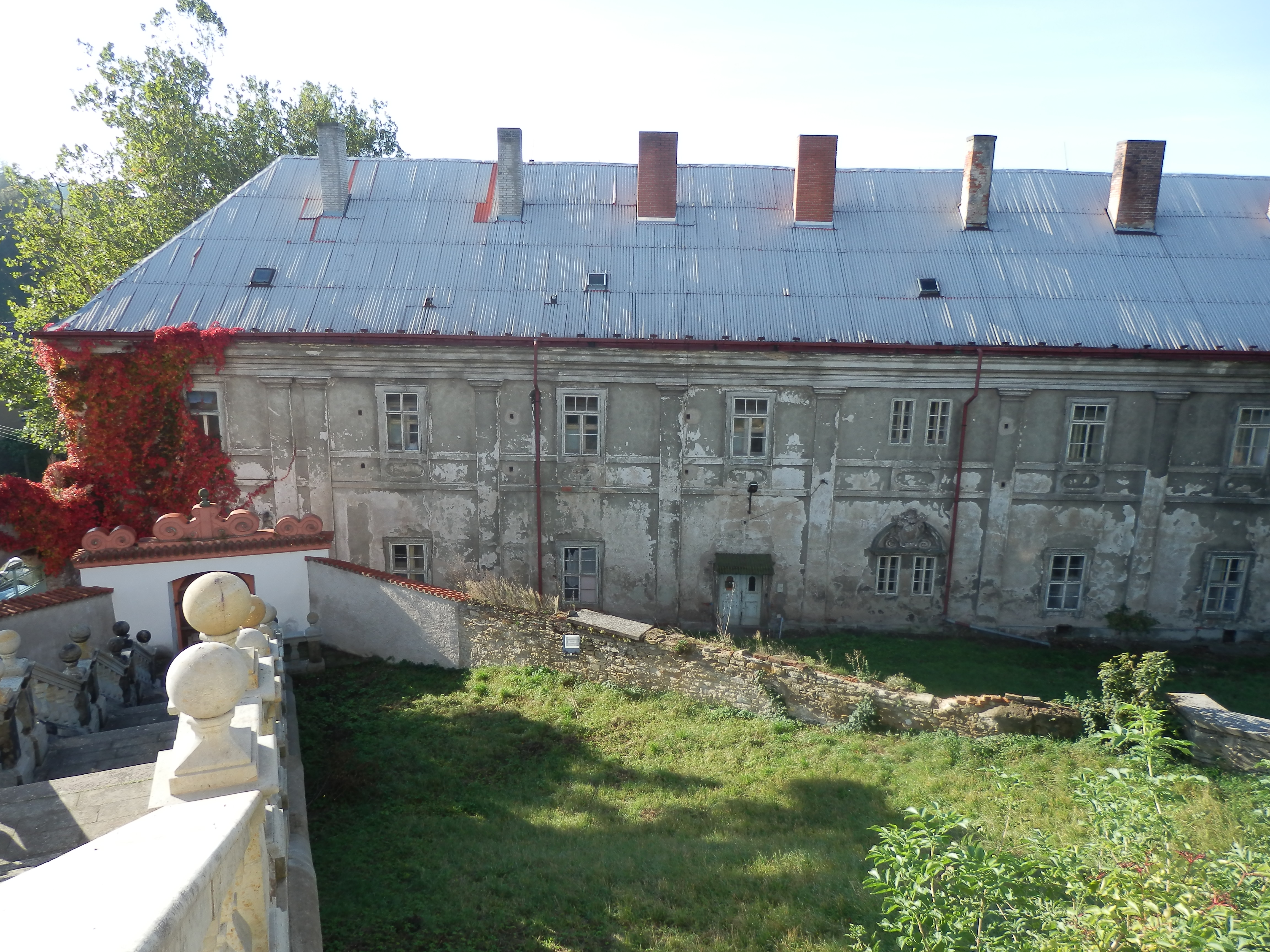
Jesuitenresidenz

Chlumek ist eine Ortslage der Stadt Luže in Tschechien. Sie liegt südlich des Stadtzentrums von Luže und gehört zum Okres Chrudim. Bekannt ist vor allem die weithin sichtbare Wallfahrtskirche Mariahilf auf dem Chlumek.

## Geographie
Chlumek befindet sich am Hügel Chlumek (379 m n.m.) über dem Tal der Novohradka (Wolschinka) in der Novohradská stupňovina (Neuschlosser Stufenland). Südlich erstreckt sich der Hamza-Park mit Arboretum, dahinter erhebt sich der Košumberk (376 m n.m.) mit der gleichnamigen Burgruine. Im Nordosten wird Chlumek von der Staatsstraße II/356 zwischen Luže und Nové Hrady tangiert.
Nachbarorte sind Luže im Norden, Domanice und Řepníky im Nordosten, Střemošice im Osten, Bílý Kůň im Südosten, Košumberk, Tišina und Zdislav  im Süden, Hroubovice im Südwesten, Bělá im Westen sowie Dobrkov und Horní Radim im Nordwesten.

## Geschichte
Auf dem das Städtchen Luže südlich überragenden Basalthügel Chlumek ließ die Erbin der Herrschaft Koschumberg, Maria Maximiliane Hieserle von Chodau, verwitwete Slavata von Chlum und Koschumberg, geborene Sahrer von Sahr auf Gesuch ihres Ehemannes Franz Christoph Hieserle von Chodau in den Jahren 1668–1669 die Kapelle Mariä Geburt errichten. Da sich die Kapelle mit dem Bildnis der Passauer Madonna, einem Geschenk ihres Bruders Franz Eusebius, zu einem vielbesuchten Wallfahrtsort entwickelt hatte, fasste die inzwischen erneut verwitwete Reichsfreiin Hieserle von Chodau im Jahre 1688 nach Absprache mit ihrem Berater, dem Jesuitenpater Karel Labuška, den Entschluss, anstelle der sog. Altöttinger Kapelle eine große Wallfahrtskirche zu errichten. Der Baubeginn erfolgte 1690, der Kirchenbau war überschattet von Geldmangel, dem Tod der Bauherrin, dem Stadtbrand von Luže sowie Mängeln in der Bauausführung durch den Baumeister Bernard Minelli.
Das Königgrätzer Jesuitenkolleg, dem die Reichsfreiin Hieserle 1690 die Herrschaft Koschumberg testamentarisch vermacht hatte, ließ – parallel zum Kirchenbau – am südlichen Füße des Chlumek eine Residenz errichten. Die neue Jesuitenresidenz löste die Burg Košumberk, von der nur noch das Gebäude der Burgvogtei aufrechterhalten wurde, als Herrschaftssitz ab. Die Burg selbst wurde dem Verfall überlassen. Der nunmehr unter Leitung von Paul Ignaz Bayer fortgeführte Kirchenbau war 1696 soweit vollendet, dass das Bildnis der Passauer Madonna aus der Jesuitenresidenz in die Kirche übertragen und durch den Superior gesegnet werden konnte. 1698 wurde der Sarg der Reichsfreiin Hieserle in die Gruft der Kirche überführt. Das Hauptsäulenportal der Kirche wurde im Jahre 1700 fertiggestellt; 1701 entstanden die Jesuitengruft sowie eine Marmortafel für die Freiin Hieserle.
Nach der Aufhebung des Jesuitenordens fiel die Herrschaft Koschumberg 1773 dem Religionsfonds zu. Im Jahre 1782 wurde die Wallfahrtskirche zur Stadtpfarrkirche von Luže, die dortige St. Bartholomäuskirche diente fortan nur noch als Begräbniskirche.
1807 ersteigerte Leopold de Laing die Herrschaft Koschumberg, er nutzte die Residenz als Wohnschloss für seine gelegentlichen Aufenthalte in der Gegend. Zur Wasserversorgung der herrschaftlichen Brauerei Koschumberg als auch der Residenz Chlumek entstand zu Beginn des 19. Jahrhunderts an der Wolschinka bei Zdislav ein Wasserwerk. De Laing verkaufte die Herrschaft 1827 an Maximilian Karl von Thurn und Taxis, der sie seiner Allodialherrschaft Chraustowitz zuschlug.
Im Jahre 1835 bestand das im Chrudimer Kreis gelegene Dorf Chlumek bzw. Chlomek aus 6 Häusern, in denen 39 Personen lebten. In Chlumek befanden sich die ehemalige Jesuitenresidenz mit einem Obstgarten, das Amtshaus, die Kirche Mariahilf, ein in Eigenregie bewirtschafteter Meierhof sowie ein Wirtshaus. Pfarrort war Lusche. Bis zur Mitte des 19. Jahrhunderts war Chlumek Sitz des Wirtschaftsamtes des Gutes Koschumberg.
Nach der Aufhebung der Patrimonialherrschaften bildete Chlumek ab 1849 einen Ortsteil der Stadtgemeinde Luže im Gerichtsbezirk Hohenmauth. Ab 1868 gehörte das Dorf zum politischen Bezirk Hohenmauth. Seit dem Ende des 19. Jahrhunderts wuchs Chlumek mit Luže zu einer Einheit zusammen. 1907 begann der Arzt František Hamza auf dem weiträumigen Gelände zwischen den Hügeln Chlumek und Košumberk mit dem Aufbau eines großzügig konzipierten Kindersanatoriums mit Pavillonbauten in einem Parkgelände. Nach dem Ende des Ersten Weltkrieges wurde Chlumek nicht mehr als Ortsteil von Luže geführt.

## Ortsgliederung
Chlumek ist Teil des Katastralbezirks Luže.

## Sehenswürdigkeiten
- Wallfahrtskirche Mariahilf auf dem Chlumek, erbaut 1690–1700 nach Plänen von Paul Ignaz Bayer unter Leitung des Parliers Giovanni Battista Alliprandi
- Ehemalige Jesuitenresidenz
- Hamza-Sanatorium mit gepflegter Parkanlage (Hamza-Arboretum)